# San Antonio del Tequendama (ort)
San Antonio del Tequendama är en ort i Colombia.   Den ligger i departementet Cundinamarca, i den centrala delen av landet, 30 km väster om huvudstaden Bogotá. San Antonio del Tequendama ligger 1 379 meter över havet och antalet invånare är 1 577.
Terrängen runt San Antonio del Tequendama är varierad. Runt San Antonio del Tequendama är det ganska tätbefolkat, med 166 invånare per kvadratkilometer. Närmaste större samhälle är Soacha, 15,8 km öster om San Antonio del Tequendama. I omgivningarna runt San Antonio del Tequendama växer i huvudsak städsegrön lövskog.